# Chabuata inversa
Chabuata inversa är en fjärilsart som beskrevs av Max Wilhelm Karl Draudt 1924. Chabuata inversa ingår i släktet Chabuata och familjen nattflyn. Inga underarter finns listade i Catalogue of Life.